# アートタッチ
株式会社アートタッチ（英: Arttouch Co., Ltd.）は、東京都港区に本社を置く日本の芸能プロダクション。

## 概要
株式会社タッチプランニング（番組制作会社）のグループ会社である。俳優や声優、元スポーツ選手や文化人などが所属する。

## 所属タレント

### 俳優・タレント
- 辻大地
- 岩上彩華

## かつて所属者していたタレント
- MUH〜 - 森由理香、宇佐美なな、原田明絵によるアイドルユニット
- ポンピクンありさ
- こばやしあきこ
- 田辺日太
- 安達雅哉
- 南部虎弾
- 渡辺恋
- 山田詩織
- 清水祥恵
- アンキラス・タカ

## 関連会社
- 株式会社タッチプランニング
- 株式会社ジェイキャスト